# قرصان جوي

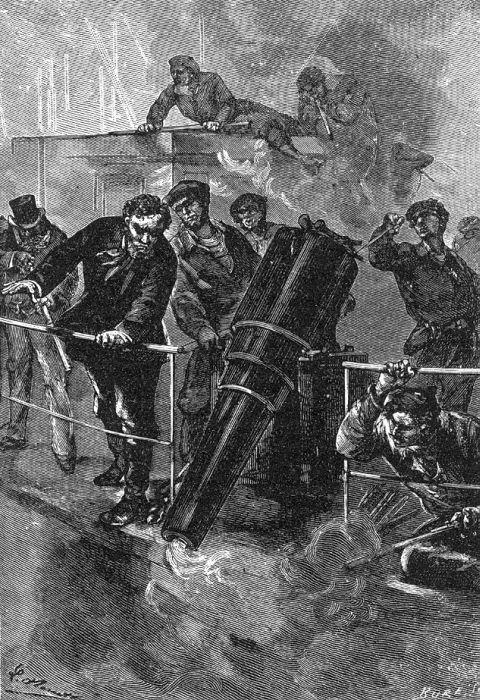
طاقم المنطاد في فيلم روبور الفاتح لجول فيرن

قراصنة السماء أو قراصنة الجو هم فئة من الشخصيات من الخيال العلمي والفانتازيا.

## وصف
تعمل هذه الشخصيات عادةً كقراصنة في الجو، أو بشكل عام، في الغلاف الجوي لكوكب أو كوكب قزم أو قمر، وتسافر بالطائرات، على عكس القراصنة التقليديين في أعالي البحار، الذين يسافرون بالسفن. ومع ذلك، مثلما يستهدف القراصنة البحريون التقليديون السفن الشراعية، فإن القراصنة الجويين يلعبون دورًا مماثلاً في الخيال العلمي ووسائل الإعلام الخيالية: فهم يستولون على الطائرات وأهداف أخرى للشحن وينهبونها، وينهبون طائرة بأكملها ويسرقونها أحيانًا، ويقتلون أحيانًا أفراد الطاقم.
قد يختلف لباسهم وكلامهم، وقد يتوافق ذلك مع رؤية المؤلف المعين لمكان القصة، بدلاً من نظرائهم من البحارة، أو قد يتم تصميمهم على غرار قراصنة البحر النمطيين. تم تصوير بعض القراصنة الجويين وهم يستخدمون حاملات الطائرات المحمولة جواً كقواعد متنقلة لشن الغارات منها.  
ظهر قراصنة الهواء مبكرًا في روايات أواخر القرن التاسع عشر، بالإضافة إلى الأفلام الصامتة والقصص المصورة ومجلات اللب، ومنذ ذلك الحين ظهروا في مجموعة متنوعة من الوسائط، بما في ذلك التاريخ البديل,   ستيم بانك،    وفي أعمال ديزل بانك.  

## في الواقع
في الاستخدام الواقعي، تشير عبارة "القرصنة الجوية" في كثير من الأحيان إلى اختطاف طائرة والاستيلاء عليها بشكل غير قانوني. ومع ذلك، كانت هناك مناسبة واحدة على الأقل تمت فيها عملية قرصنة من الجو. حدث هذا في عام 1917، عندما تم الاستيلاء على المنطاد النرويجي المدني رويال حيث صعدت مجموعة من المنطاد الألماني زبلين إل 23 إلى المنطاد وسيطروا عليه. 
كان هناك أيضًا عدد قليل من الحالات التي هددت فيها الطائرات الاعتراضية طائرة ركاب أو طائرة شحن، مما أجبرها على الهبوط، بما في ذلك حالات مثل رحلة رايان إير رقم 4978 حيث كانت رحلة الطائرة قانونية ومعتمدة؛ أشار رئيس الوزراء الأيرلندي مايكل مارتن إلى حادثة رايان إير على أنها "قرصنة في السماء".  في حادثة إيرستان سيئة السمعة، تعرضت طائرة إليوشن إيل 76 كانت تشحن أسلحة إلى الحكومة الأفغانية المحاصرة للهجوم وأجبرت على الهبوط من قبل مقاتلة تابعة لطالبان. أمضى طاقم طائرة الشحن عامًا في الأسر قبل أن يهربوا.